# Richard Ussher
Richard Arland Ussher (* 19. Juni 1976 in Wellington) ist ein ehemaliger Triathlet und Multisportler aus Neuseeland. Er ist Olympiastarter (1998) und wird in der Bestenliste neuseeländischer Triathleten auf der Ironman-Distanz geführt.

## Werdegang

### Olympische Winterspiele 1998
1998 startete er bei den Olympischen Winterspielen in Calgary im Freestyle-Skiing und erreichte den 25. Rang.
2007 erreichte er in Queenstown bei den OTU Winter Triathlon Oceania Championships den vierten Platz.
2008 erklärte er seinen Wechsel von Multisport auf die Triathlon-Langdistanz.
Im Juli 2009 wurde er Dritter beim Challenge Roth – mit der schnellsten Zeit für einen Neuseeländer auf der Ironman-Distanz (3,86 km Schwimmen, 180,2 km Radfahren und 42,195 km Laufen).
Im September 2009 belegte er in der Schweiz den achten Rang bei der Weltmeisterschaft auf der Duathlon-Langdistanz.
Im Januar 2011 erklärte er, nicht mehr bei Triathlon-Bewerben zu starten und sich erneut auf Multisport konzentrieren zu wollen.
2011 gewann er zum vierten Mal die «Coast to Coast» World Multisport Championships und er konnte diesen Erfolg 2012 nochmals wiederholen. Das Rennen beinhaltet Lauf-, Rad- und Kajak-Etappen auf insgesamt 243 Kilometern.

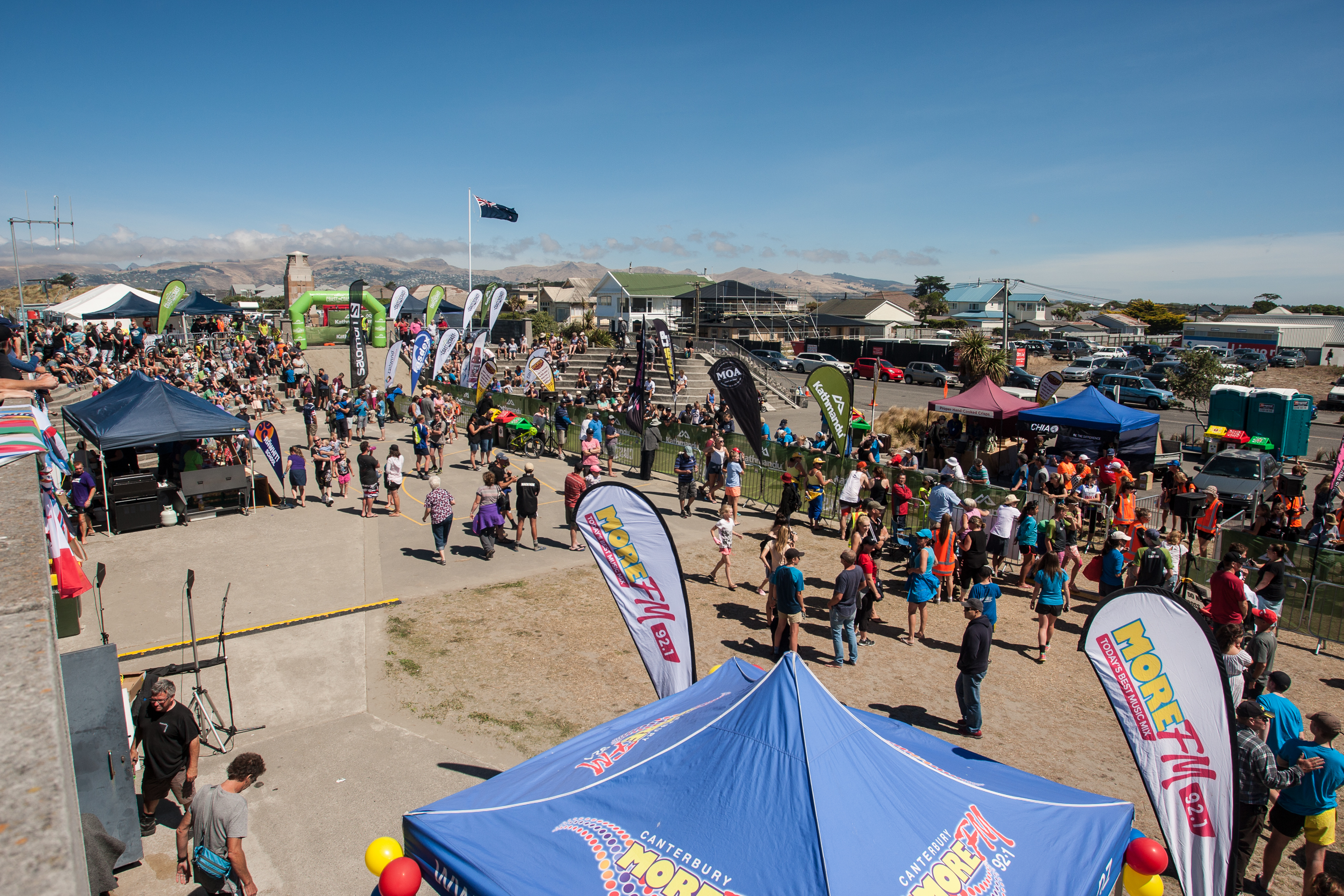
Zielbereich des «Coast to Coast» Rennen (2017)

### Renndirektor «Coast to Coast» seit 2015
2015 wurde er leitender Renndirektor der neuseeländischen «Coast to Coast» Serie.
Im November 2016 wurde der damals 40-Jährige Zweiter beim Queenstown Marathon. Seit 2016 tritt Richard Ussher nicht mehr international in Erscheinung.

### Privates
Ussher lebt mit seiner in Finnland geborenen Frau  in Nelson in Neuseeland.

## Sportliche Erfolge
| Datum/Jahr | Rang | Wettbewerb                                               | Austragungsort | Zeit     | Bemerkung |
| ---------- | ---- | -------------------------------------------------------- | -------------- | -------- | --------- |
| 2012       | 1    | Coast to Coast World individual multisport championships | Neuseeland     | 11:33:24 |           |
| 2011       | 1    | Coast to Coast World individual multisport championships | Neuseeland     | 10:41:12 |           |
| 2008       | 1    | Coast to Coast World individual multisport championships | Neuseeland     | 11:03:52 |           |
| 2006       | 1    | Coast to Coast World individual multisport championships | Neuseeland     | 11:05:06 |           |
| 2005       | 1    | Coast to Coast World individual multisport championships | Neuseeland     | 11:44:07 |           |

| Datum/Jahr    | Rang | Wettbewerb          | Austragungsort | Zeit     | Bemerkung                     |
| ------------- | ---- | ------------------- | -------------- | -------- | ----------------------------- |
| 18. Juli 2010 | 8    | Challenge Roth      | Roth           | 08:24:56 | [ 5 ]                         |
| 16. Jan. 2010 | 1    | Challenge Wanaka    | Lake Wānaka    | 08:34:41 | Sieg mit neuem Streckenrekord |
| 12. Juli 2009 | 3    | Challenge Roth      | Roth           | 08:02:15 |                               |
| 7. März 2009  | 5    | Ironman New Zealand | Taupō          | 08:35:55 |                               |

| Datum/Jahr    | Rang | Wettbewerb                       | Austragungsort | Zeit | Bemerkung |
| ------------- | ---- | -------------------------------- | -------------- | ---- | --------- |
| 12. Apr. 2011 | 1    | Xterra New Zealand Championships | Rotorua        |      |           |
| 18. Apr. 2009 | 1    | Xterra New Zealand Championships | Rotorua        |      |           |

| Datum/Jahr    | Rang | Wettbewerb                         | Austragungsort | Zeit     | Bemerkung |
| ------------- | ---- | ---------------------------------- | -------------- | -------- | --------- |
| 11. Aug. 2007 | 4    | OTU Winter Triathlon Championships | Queenstown     | 01:16:06 |           |

| Datum/Jahr | Rang | Wettbewerb        | Austragungsort | Zeit     | Bemerkung                                                                    |
| ---------- | ---- | ----------------- | -------------- | -------- | ---------------------------------------------------------------------------- |
| Sep. 2009  | 8    | Powerman Zofingen | Zofingen       | 06:44:36 | Powerman-Weltmeisterschaft (10 km Laufen, 150 km Radfahren und 30 km Laufen) |

| Datum/Jahr    | Rang | Wettbewerb          | Austragungsort | Zeit     | Bemerkung |
| ------------- | ---- | ------------------- | -------------- | -------- | --------- |
| 27. Nov. 2016 | 2    | Queenstown Marathon | Queenstown     | 02:45:43 |           |

(DNF – Did Not Finish)